# Firefly (álbum)
Firefly es el álbum de debut de la guitarrista de jazz Emily Remler cuando tenía 24 años. En esta grabación estaba acompañada por el pianista Hank Jones, el contrabajista Bob Maize y Jake Hanna a la batería.

## Recepción y críticas
La crítica de Allmusic de este al álbum lo consideró un ejemplo de jazz Bebop al límite del estilo Hard bop. Un disco que no se podría considerar como musicalmente revolucionario para los años 80, pero que sonaba como si hubiera salido del apogeo de la era del bop en los años 60.
En la séptima edición de la “Pinguin Guide to Jazz on CD”, los críticos Richard Cook y Brian Morton comentaron que la música en “Firely” es fluida aunque poco conocida, en la que no obstante Emily Remler maneja sin vacilaciones la diversidad interpretativa de temas como 'Strollin' y 'In A Sentimental Mood'.
La escritora y periodista de jazz Maggie Hawthorn comentó en las notas de crédito del disco que Remler le dijo que hizo los arreglos de los temas y que no hubo ensayos, “solo una considerable calidez y empatía entre los músicos participantes”.

## Lista de temas
| n.º | Título                  | Compositor/es                              | Duración |
| --- | ----------------------- | ------------------------------------------ | -------- |
| 1.  | "Strollin'"             | Horace Silver                              | 5:29     |
| 2.  | "Look to the Sky"       | Antonio Carlos Jobim                       | 5:23     |
| 3.  | "Perk's Blues"          | Remler                                     | 4:06     |
| 4.  | "Firefly"               | Remler                                     | 4:05     |
| 5.  | "Movin' Along"          | Wes Montgomery                             | 5:30     |
| 6.  | "A Taste of Honey"      | Ric Marlow, Bobby Scott                    | 2:09     |
| 7.  | "Inception"             | McCoy Tyner                                | 5:09     |
| 8.  | "In a Sentimental Mood" | Duke Ellington, Manny Curtis, Irving Mills | 7:48     |

## Créditos
- Emily Remler – guitarra eléctrica
- Hank Jones – piano
- Bob Maize – contrabajo
- Jake Hanna – batería